# Kardos László (néprajzkutató)
Kardos László (Tótkeresztúr, 1918. november 13. – Budapest, 1980. március 3.) néprajzkutató, 1947-től 1948-ig országgyűlési képviselő a Magyar Kommunista Párt színeiben, és egyidejűleg a NÉKOSZ főtitkára, Kossuth-díjas (1948), 1956-os elítélt.

## Élete
Kisbirtokos parasztcsaládban született a Vas vármegyei Tótkeresztúron. Kétéves volt, amikor a Trianoni döntés értelmében szülőfaluja Jugoszláviához került, így szüleivel áttelepült Rákospalotára. Középiskolai tanulmányait az újpesti Könyves Kálmán Reálgimnáziumban végezte. Ezt követően a Budapesti Tudományegyetem Bölcsészkarán magyar-olasz szakon szerzett oklevelet, majd 1943-ban etnográfiából, antropológiából és szociológiából doktorált. Egyetemi évei alatt népi származású társaival együtt kollégiumot szervezett, amely 1939-ben Bolyai, 1942-ben Györffy István nevét vette fel. 1941-ben tagja lett az illegális kommunista pártnak. 1942–1943-ban a Teleki Pál Tudományos Intézet munkatársa volt. 1943-ban büntető századba hívták be, ahonnan 1944 októberében megszökött, majd a Magyar Diákok Szabadságfrontja szervezőjeként részt vett a fegyveres ellenállásban. 1945-ben kormánybiztosként részt vett a földosztásban Tolna és Baranya vármegyékben, s közben a Magyar Kommunista Párt és a Nemzeti Parasztpárt tolnai szervezője volt, illetve a Magyar Demokratikus Ifjúsági Szövetség nevelésügyi és propagandavezetője. A Népi Kollégiumok Országos Szövetségének 1946-os megalakulásától egy évig nevelésügyi osztályvezetője, majd főtitkára volt 1948-ig, a szervezet feloszlatásáig. A szervezetben végzett munkájáért Kossuth-díjat kapott. 1947-től 1948 novemberéig országgyűlési képviselő volt. Ezt követően a Vallás-és Közoktatási Minisztérium Tudományos Osztályának vezetője lett, azonban 1950-ben elbocsátották. 1951-től a Néprajzi Múzeum kutatójaként dolgozott, és 1955–1956-ban tudományos titkár, illetve osztályvezető, 1956–1957-ben az intézmény főigazgatója volt. 1956-ban kezdeményezte az 1949-ben feloszlatott népi kollégiumi mozgalom újjászervezését, és részt vett a Petőfi Kör munkájában. 1956. október 28-tól tagja volt a Magyar Értelmiség Forradalmi Bizottságának. 1957 elején részt vett Nagy Imre 1955–1956-os írásainak külföldre juttatásában. 1957. május 4-én letartóztatták, majd 1958. augusztus 9-én elsőrendű vádlottként életfogytiglani szabadságvesztésre ítélték. 1963-ban szabadult, haláláig a Néprajzi Múzeum tudományos főmunkatársaként dolgozott. Néprajzi kutatómunkája mellett a népi kollégiumi mozgalom történetével foglalkozott. Megalapította a NÉKOSZ Baráti Körét. Ítéletét 1990-ben semmissé nyilvánították. Cikkei és tanulmányai szakfolyóiratokban jelentek meg.

## Főbb művei
- Az Őrség népi táplálkozása (Budapest, 1943)
- Tanulmányok az Őrség monográfiájához (Budapest, 1943)
- Jegyzetek a volt uradalmi cselédség kultúrájának és életmódjának alakulásáról (Szentgyörgypuszta) (Budapest, 1955)
- Egyház és vallásos élet egy mai faluban. Bakonycsernye – 1965 (Budapest, 1969)
- Boldog emberek közössége. A magyarországi nazarénusok (Budapest, 1988)
- Kardos László börtönírásai 1957-1963 (Budapest, 1992)